# Freudenberg, Amberg-Sulzbach
Freudenberg là một đô thị tại Amberg-Sulzbach district, bang Bayern nước Đức. Đô thị Freudenberg, Amberg-Sulzbach có diện tích 78,81 km², dân số thời điểm ngày 31 tháng 12 năm 2006 là 4250 người. Đô thị này tọa lạc khoảng 10 km về phía đông bắc Amberg.